# 山下晴菜
山下 晴菜（やました はるな、1988年3月18日 - ）は、日本のファッションモデル。大阪府出身。

## 人物
中学２年生の時に、芸能プロダクションのオーディションを受け一次審査を通過するも、家族の反対を受け断念。

その後も夢を諦めず、成人してから芸能活動をするためタレント事務所オレンジェニックに所属。グラビアアイドルとして活動する。

グラビアアイドルとして活動するも、自身が憧れる芸能活動との違いを感じ、フリーモデルを経てモデル事務所ハイブリッドバンクに移籍。

その後、タレント事務所Office Artist Awardに移籍。

現在、モデルとして活動中。

## 略歴
- 2007年  タレント事務所 オレンジェニック所属
- 2008年  フリーモデル
- 2010年  モデル事務所ハイブリッドバンク所属
- 2018年  タレント事務所 Office Artist Award[オフィスアーティストアワード]所属

## 出演

### テレビ
- 2008年  関西テレビ 「たかじん胸いっぱい」
- 2008年  三重テレビ 奈良テレビ 「ザバイバル『女神達の熱きバトル』」
- 2008年  関西テレビ 「グラディエーターヤマザキ」
- 2008年  関西テレビ「ジャルやるっ!」
- 2013年  テレビ大阪 「中川家 家電の流儀」 （MTG炭酸ミストケア）[1]
- 2013年  ABCテレビ 「ビー・バップ・ハイヒール」 （アパレルVSモデルファッションバトル）
- 2014年  ABCテレビ 「ビー・バップ・ハイヒール」 （美人だから許せる or 美人でもアカン）[2]
- 2018年  BSジャパン 「連続ドラマJ「噂の女」」

### CM
- 2008年  サンテレビ 「今夜もハッスル」（グラビアVTR）
- 2013年  OPA 「OPAの水着」

### イベント
- ヘアーショー
- ドレスショー『美泉』
- ファッションショー　『神戸レタス･AGC』
- 2011年  明治神宮ミス浴衣美人コンテスト
- OLO OLO ベント
- 阿倍野109『キューズBOX』
- ゲーム 龍が如く6
- Baby Doll ランジェリー パッケージモデル

### 新聞
- サンケイスポーツ
- 毎日新聞
- 日刊スポーツ

### 雑誌
- LUNA姫style
- BLENDA
- YUKAI＋　『セットサロン。ギャリス』
- deep
- EDGESTYLE
- SPA!
- FLASH
- EXCITINGMAX
- men'sナックル
- men'sスパイダー
- ホットペッパー（まつ毛エクステ＆ジェルネイル。チア･ラボ）
- OPAフリーペーパー
- BG
- JKegg
- Nickey
- KYTY(ケイティ)
- HAIRカジカジ

### ネット
- LOTUS STYLE
- 美容室『rire』
- まつ毛エクステ『チア･ラボ』
- ホットペッパービューティ【美容室END】
- ホットペッパービューティ【美容室float】
- 楽天【mama8House】